# Akademik Mstislav Keldych
Pour les articles homonymes, voir Keldych.
Le navire océanographique Akademik Mstislav Keldych (en russe : Академик Мстислав Келдыш) est un navire scientifique russe de 6 240 tonnes. Il est plus connu comme navire support des 2 sous-marins de grandes-profondeurs Mir 1 et Mir 2. Le navire a déjà effectué plus de 50 missions, il appartient et est géré par l'Institut océanographique Chirchov de Moscou dépendant de  l'Académie des sciences de Russie.
Il apparait notamment dans plusieurs documentaires de James Cameron et dans son film Titanic.

## Histoire
Construit à Rauma en  Finlande en 1981 par les chantiers navals Hollming OY, il est lancé la même année par l'Union soviétique.
En 1989, il intervient sur le naufrage du sous-marin nucléaire soviétique Komsomolets au large des côtes de Norvège, afin d'éliminer les risques liés aux torpilles nucléaires transportées par le bâtiment.

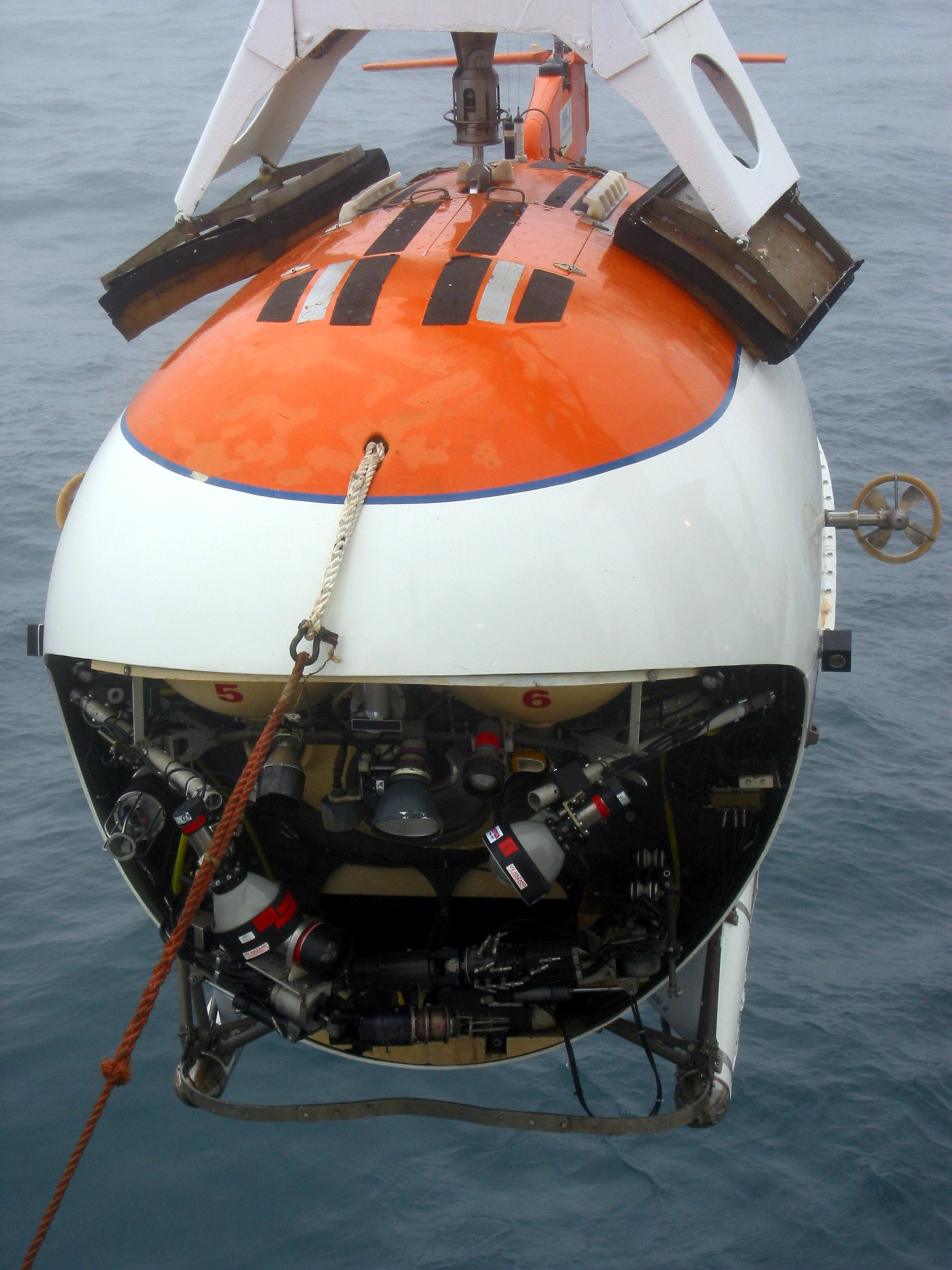
Sous-marin Mir

En 1995, le réalisateur James Cameron l'utilise pour plonger sur l'épave du Titanic afin de préparer son film Titanic. Le navire apparaît par ailleurs dans le film, ainsi que les sous-marins Mir et son équipage.
Parmi ces récents voyages, le Keldych  a effectué des expéditions sur 2 célèbres épaves, le Titanic et le Bismarck. Le réalisateur américain James Cameron dirigeait ses deux expéditions. En 2001, celle sur le Titanic permet de réaliser le documentaire Les Fantômes du « Titanic ». En 2002, celle sur le Bismarck donne des images au film Expedition: « Bismarck ». Toujours lié au Keldysh, Cameron le fait apparaître en 2005 dans Aliens of the Deep.

## Caractéristiques
Le Keldysh a une longueur de 122,2 m pour une largeur de 17,8 m. Habituellement il embarque 90 hommes (45 membres d'équipage et 20 ou plus, pilotes, ingénieurs ou scientifiques). Il a une vitesse maximale de 12,5 nœuds et une vitesse de croisière de 10,5. Il possède 17 laboratoires et une bibliothèque. Il est également capable de transporter et mettre à la mer les deux submersibles Mir.
Le navire porte le nom du mathématicien russe Mstislav Keldych.